# اتحادیه اومانیست‌های اروپایی
فدراسیون اومانیست‌های اروپا (EHF, فرانسوی: Fédération Humaniste Européenne, FHE‎)، که رسماً با نام اختصاری EHF-FHE شناخته می‌شود، یک سازمان چتری برای بیش از ۶۰ سازمان انسان‌گرایانه و سکولاریست از ۲۵ کشور اروپایی است.
EHF در ژوئیه سال ۱۹۹۱ در پراگ تأسیس شد و مقر آن در بروکسل قرار دارد و در حال حاضر رئیس آن میشل بائر است. فعالیت‌های حمایتی این سازمان، که عمدتاً به پارلمان اروپا، کمیسیون اروپا و سایر ارگان‌های مرتبط با اتحادیه اروپا و شورای اروپا متمرکز است، به عنوان بخشی از مأموریت آن برای ارتقا دیدگاه انسان‌گرایایی در اروپا مرتبط می‌شوند. این بزرگترین سازمان چتری انجمن‌های اومانیست در اروپا است، ترویج اروپای سکولار، دفاع از رفتار برابر با همه فارغ از مذهب و اعتقادشان، و مبارزه با محافظه‌کاری و امتیازبخشی مذهبی در اروپا و در سطح اتحادیه اروپا، از اهداف آن‌اند. EHF همچنین با اتحادیه بین‌المللی اومانیست و اخلاق‌گرا (IHEU)، که در سطح سازمان ملل فعالیت دارد، اعضای مشترکی دارد و همکاری نزدیک می‌کند.